# 5. Infanterie-Brigade (Deutsches Kaiserreich)
Die 5. Infanterie-Brigade war ein Großverband der Preußischen Armee.

## Geschichte
Die 5. Infanterie-Brigade wurde am 5. November 1816 als Infanterie-Brigade der Truppen-Brigade in Stettin aufgestellt und erhielt nach mehreren Umbenennungen die Bezeichnung 5. Infanterie-Brigade, nachdem die bisherige 5. Brigade in 9. Infanterie-Brigade umbenannt worden war. Sie war Teil der 3. Division (Standort ab 1852 Bromberg, vorher Stargard), die dem II. Armee-Korps in Stettin (ab 1870, vorher Berlin) zugeordnet war. 1868 wurden die Landwehr-Bezirke neu geordnet und im Zuge dieser Maßnahme der Brigade die Landwehr-Einheiten 1. Pommersches Landwehr-Regiment Nr. 2 mit Landwehr-Bataillon Anclam und Landwehr-Bataillon Stralsund und 5. Pommersches Landwehr-Regiment Nr. 42 mit Landwehr-Bataillon Stargard und Landwehr-Bataillon Naugard zugeteilt.

### Gliederung
- 1820 bis 1849

Grenadier-Regiment „König Friedrich Wilhelm IV.“ (1. Pommersches) Nr. 2, Colbergsches Grenadier-Regiment „Graf Gneisenau“ (2. Pommersches) Nr. 9
- 1850

20. Infanterie-Regiment, 24. Infanterie-Regiment
- 1851

2. Infanterie (Königs-)Regiment, 9. Infanterie-Regiment (Colberg)
- 1852 bis 1859

2. Infanterie (Königs-)Regiment,  2. Landwehr-Regiment
- 1860 bis 1867

Grenadier-Regiment König Friedrich Wilhelm IV. (1. Pommersches) Nr. 2, 5. Pommersches Infanterie-Regiment Nr. 42, 1. Pommersches Landwehr-Regiment Nr. 2
- 1868 bis 1869

Grenadier-Regiment König Friedrich Wilhelm IV (1. Pommersches) Nr. 2, 5. Pommersches Infanterie-Regiment Nr. 42, 1. Pommersches Landwehr-Regiment Nr. 2, 5. Pommersches Landwehr-Regiment Nr. 42
- 1871 bis 1881

Grenadier-Regiment König Friedrich Wilhelm IV (1. Pommersches) Nr. 2, Pommersches Füsilier-Regiment Nr. 34, 1. Pommersches Landwehr-Regiment Nr. 2, 5. Pommersches Landwehr-Regiment Nr. 42
- 1881

Grenadier-Regiment König Friedrich Wilhelm IV (1. Pommersches) Nr. 2, Colbergsches Grenadier-Regiment (2. Pommersches) Nr. 9, Pommersches Füsilier-Regiment Nr. 34, 1. Pommersches Landwehr-Regiment Nr. 2, 5. Pommersches Landwehr-Regiment Nr. 42
- 1882 bis 1886

Grenadier-Regiment König Friedrich Wilhelm IV (1. Pommersches) Nr. 2, Colbergsches Grenadier-Regiment (2. Pommersches) Nr. 9, Pommersches Füsilier-Regiment Nr. 34, 1. Pommersches Landwehr-Regiment Nr. 2, 5. Pommersches Landwehr-Regiment Nr. 42, Reserve-Landwehr-Bataillon Nr. 34
- 1887 bis 1888

Grenadier-Regiment König Friedrich Wilhelm IV (1. Pommersches) Nr. 2, Pommersches Füsilier-Regiment Nr. 34, Infanterie-Regiment Prinz Moritz von Anhalt-Dessau (5. Pommersches) Nr. 42, 1. Pommersches Landwehr-Regiment Nr. 2, 5. Pommersches Landwehr-Regiment Nr. 42, Reserve-Landwehr-Bataillon Nr. 34
- 1889 bis 1890

Wie vor, ohne Landwehr-Einheiten
- 1890 bis 1907

Grenadier-Regiment König Friedrich Wilhelm IV (1. Pommersches) Nr. 2, Infanterie-Regiment Prinz Moritz von Anhalt-Dessau (5. Pommersches) Nr. 42
- 1908 bis 1912

Grenadier-Regiment König Friedrich Wilhelm IV (1. Pommersches) Nr. 2, Colbergsches Grenadier-Regiment Graf Gneisenau (2. Pommersches) Nr. 9
- 1912 bis 1914

Wie vor, zusätzlich Infanterie-Regiment von der Goltz (7. Pommersches) Nr. 54
- Kriegsgliederung bei Mobilmachung 1914

Grenadier-Regiment „König Friedrich Wilhelm I.“ (2. Ostpreußisches) Nr. 3, Colbergsches Grenadier-Regiment Graf Gneisenau (2. Pommersches) Nr. 9
- Kriegsgliederung am 3. Oktober 1915

1. Oberrheinisches Infanterie-Regiment Nr.97, 2. Unter-Elsässisches Infanterie-Regiment Nr. 137, Reserve-Infanterie-Regiment Nr. 265

### Deutsch-Dänischer Krieg 1864
Im Deutsch-Dänischen Krieg im Jahre 1864 war die Brigade im Verband der 3. Division an den Kämpfen beteiligt.

### Deutscher Krieg 1866
Im Krieg Preußens gegen das Kaisertum Österreich nahm die Brigade im Verband der 3. Division an den Kampfhandlungen teil.

### Deutsch-Französischer Krieg 1870/1871
Im Deutsch-Französischen Krieg war die Brigade im Verband der 3. Division eingesetzt. 

### Erster Weltkrieg
Mit der Mobilmachung im August 1914 musste die Brigade das Brigade Ersatz Bataillon 6 aufstellen und kam im Verband der 3. Division zunächst bis November 1914 an der Westfront und anschließend bis Anfang Oktober 1918 an der Ostfront zum Einsatz. Von Mitte Oktober 1918 bis zum Kriegsende war sie wieder an der Westfront in schwere Kämpfe verwickelt. 
Zu den Kampfhandlungen, Gefechten und Schlachten siehe Kampfgeschehen der 3. Division.

### Brigadekommandeure
| Name                                     | Datum                                                |
| ---------------------------------------- | ---------------------------------------------------- |
| Karl August Julius von Goldbeck          | 5. April 1852 bis 9. Mai 1855                        |
| Eduard Vogel von Falckenstein            | 10. Mai 1855 bis 20. Juni 1855                       |
| Leopold Karl von Heister                 | 21. Juni 1855 bis 3. April 1857                      |
| Adolph von Wintzingerode                 | 4. April 1857 bis 6. Mai 1857                        |
| Albert von Baczko                        | 7. Mai 1857 bis 30. Juni 1860                        |
| Justus Rudolf von Seelhorst              | 1. Juli 1860 bis 6. April 1863                       |
| August von Stahr                         | 7. April 1863 bis 24. Juni 1864                      |
| Constantin von Alvensleben               | 25. Juni 1864 bis 16. Oktober 1864                   |
| Ludwig von Januschowski                  | 17. Oktober 1864 bis 19. Juli 1867                   |
| Ludwig von Wittich                       | 20. Juli 1867 bis 5. Juni 1868                       |
| Heinrich von Koblinski                   | 6. Juni 1868 bis 2. Juni 1871                        |
| Friedrich von Arnoldi                    | 3. Juni 1871 bis 5. Juli 1875                        |
| Alexander von Laurin                     | 6. Juli 1875 bis 11. Januar 1878                     |
| eo von Caprivi                           | 12. Januar 1878 bis 5. April 1880                    |
| Hugo von Strempel                        | 6. April 1880 bis 17. April 1885                     |
| Karl von Schaumann                       | 18. April 1885 bis 2. August 1888                    |
| Eugen von Hering                         | 3. August 1888 bis 17. November 1890                 |
| Wilhelm von Romberg                      | 18. November 1890 bis 16. Dezember 1892              |
| Georg von Viebahn                        | 17. Dezember 1892 bis 17. April 1896                 |
| Hans von Zschüschen                      | 18. April 1896 bis 17. Oktober 1897                  |
| Arthur von Schlieffen                    | 18. Oktober 1897 bis 15. Juni 1900                   |
| Wilhelm von Kettler                      | 16. Juni 1900 bis 21. Juli 1900                      |
| Alexander von Grutschreiber              | 22. Juli 1900 bis 17. Mai 1901                       |
| Hermann von Blankenburg                  | 18. Mai 1901 bis 17. Oktober 1901                    |
| Felix Viktor von Hepke                   | 18. Oktober 1901 bis 17. April 1903                  |
| Oskar Sachs                              | 18. April 1903 bis 21. April 1905                    |
| Heinrich von Steinaecker                 | 22. April 1905 bis 1. April 1908                     |
| Hugo Freiherr von Schütz zu Holzhausen   | 2. April 1908 bis 19. Märtz 1911                     |
| Kurt von dem Borne                       | 20. März 1911 bis 30. September 1913                 |
| Wolfgang Treusch von Buttlar-Brandenfels | 1. Oktober 1913 bis August 1915                      |
| Kurt von Gallwitz gen. Dreyling          | August 1915 bis 24. August 1917                      |
| Günther Herzbruch                        | 25. August 1917 bis 16. November 1918                |
| Alexander von Reuter                     | 23. Januar 1919 bis 12. April 1919 (Demobilisierung) |